# 伊東武夫
伊東 武夫（いとう たけお、1889年（明治22年）7月6日 - 1965年（昭和40年）2月24日）は、日本の陸軍軍人。最終階級は陸軍中将。

## 経歴
福岡県に生まれる。1909年（明治42年）、陸軍士官学校に入校し、1911年（明治44年）5月、同校（23期）を卒業。同年12月、陸軍歩兵少尉に任官。
1937年（昭和12年）7月、留守第6師団司令部付となり、翌月、歩兵大佐に昇進。1938年（昭和13年）3月、第8国境守備隊第1地区隊長に就任し海拉爾要塞守備に従事。1940年（昭和15年）3月、独立混成第9旅団付となり、同年8月、歩兵第114連隊長に就任し日中戦争に出征。援蒋ルート遮断作戦に参加した。
1941年（昭和16年）8月、陸軍少将に進級し第38歩兵団長に就任。太平洋戦争開戦に伴い、第16軍隷下として蘭印作戦に参加しジャワ島を攻略。次いで第17軍戦闘序列に編入。
1942年（昭和17年）10月、ガダルカナル島の戦いに投入され、撤退するまで苦戦を続けた。1944年（昭和19年）7月、独立混成第40旅団長に発令され、ニューアイルランド島守備を担当。同年10月、陸軍中将に進み終戦を迎えた。
戦後、戦犯容疑（間諜処刑事件）により拘留され、ラバウルでのオーストラリア軍軍事法廷において、1946年（昭和21年）5月24日、銃殺刑の判決を受けたが、同年10月28日に無罪となった。
1948年（昭和23年）1月31日、公職追放仮指定を受けた。